# Windows Contacts
Windows Contacts е мениджър на контактите в Windows Vista и Windows 7, който заменя и запазва повечето от функциите на Windows Address Book. Windows Mail се интегрира с него. Windows Contacts използва нов тип схема на формата, базирана на XML, където всеки контакт представлява отделен .contact файл и може да се записва основна информация, свързана с контактите, включително картинки. За програмата е характерно API с възможността за интегриране с други програми и запазване на основна информация. Поддържат се форматите .wab, .vcf и .csv.

## Характеристики
- Windows Contacts представлява специална папка в Windows Vista и Windows 7. При Windows Vista може да се открие в Старт Менюто, а в Windows 7 – като се напише wab.exe в лентата за търсене в Старт Меню. Контактите може да се записват в папки и групи.
- Поддържа vCard, CSV, WAB и LDIF формати;
- Може да експортира в vCard 2.1 и CSV формати. Потребителят може да конвертира контакт в vCard формат с десния бутон, след което да го изпрати на някого.
- Може да принтира контакти в Memo, Business Card и Phone List формати;
- Понеже контактите се записват в папката на Windows Contacts като .contact файлове, те се възприемат просто като друг тип данни в операционната система, които могат да бъдат търсени с Windows Search. Отделни контакти може бързо да бъдат достигнати чрез тяхното търсене в текстовата кутия за търсене в Старт Менюто.
- Windows Live People, мениджъра на контактите на Windows Live Messenger и Windows Live Mail може да записва информацията в папката на Windows Contacts ако опцията за криптиране е деактивирана в Windows Live Messenger. Когато контактите в Messenger са ъпдейтнати, те ще се ъпдейтнат и в Windows Contacts. Това свойство е присъщо на всички версии на Windows Live Messenger до 8.5 включително — версия 9.0 беше не го поддържа.

## Примерен Windows Contact файл
Това е пример за един файл на Windows Contact 1.0, съдържащ информация за един човек:
```
<?xml version="1.0" encoding="UTF-8"?>
<c:contact xmlns:c="http://schemas.microsoft.com/Contact"
	xmlns:xsi="http://www.w3.org/2001/XMLSchema-instance"
	xmlns:MSP2P="http://schemas.microsoft.com/Contact/Extended/MSP2P" c:Version="1">
	<c:Gender>Male</c:Gender>
	<c:CreationDate>2009-04-01T14:20:31Z</c:CreationDate>
	<c:Extended xsi:nil="true" />
	<c:ContactIDCollection>
		<c:ContactID c:ElementID="f38b1a9b-08b1-409a-b8e3-e0b9ba4be1c3">
			<c:Value>5e26d97a-572b-4aea-8ee2-d225070acba0</c:Value>
		</c:ContactID>
	</c:ContactIDCollection>
	<c:EmailAddressCollection>
		<c:EmailAddress c:ElementID="ee53fca8-a876-48fb-ac92-ce30a3ce0b65">
			<c:Type>SMTP</c:Type>
			<c:Address>forrestgump@forrestgump.com</c:Address>
			<c:LabelCollection>
				<c:Label>Preferred</c:Label>
			</c:LabelCollection>
		</c:EmailAddress>
		<c:EmailAddress c:ElementID="0b86ff5c-4201-460b-9eae-bc5d79dfe66d"
			xsi:nil="true" />
	</c:EmailAddressCollection>
	<c:NameCollection>
		<c:Name c:ElementID="3aec1c79-ea8d-4ce4-b204-94246502e9d0">
			<c:FormattedName>Gump, Forrest</c:FormattedName>
			<c:FamilyName>Gump</c:FamilyName>
			<c:GivenName>Forrest</c:GivenName>
		</c:Name>
	</c:NameCollection>
	<c:PhysicalAddressCollection>
		<c:PhysicalAddress c:ElementID="d63a50ea-bf80-45b1-a293-73345b58adcd">
			<c:Country>United States of America</c:Country>
			<c:PostalCode>30314</c:PostalCode>
			<c:Region>LA</c:Region>
			<c:Locality>Baytown</c:Locality>
			<c:Street>100 Waters Edge</c:Street>
			<c:LabelCollection>
				<c:Label>Business</c:Label>
			</c:LabelCollection>
		</c:PhysicalAddress>
		<c:PhysicalAddress c:ElementID="c3c677a9-5b9d-40f5-9de2-9ad83b4ef646">
			<c:Country>United States of America</c:Country>
			<c:PostalCode>30314</c:PostalCode>
			<c:Region>LA</c:Region>
			<c:Locality>Baytown</c:Locality>
			<c:Street>102 Waters Edge</c:Street>
			<c:LabelCollection>
				<c:Label>Personal</c:Label>
			</c:LabelCollection>
		</c:PhysicalAddress>
	</c:PhysicalAddressCollection>
	<c:PhoneNumberCollection>
		<c:PhoneNumber c:ElementID="1031f375-5317-4b15-af90-3e5b65437596">
			<c:Number>(111) 555-1212</c:Number>
			<c:LabelCollection>
				<c:Label>Voice</c:Label>
				<c:Label>Business</c:Label>
			</c:LabelCollection>
		</c:PhoneNumber>
		<c:PhoneNumber c:ElementID="f939f8df-87e3-487d-9382-fde63ac3d13a">
			<c:Number>(111) 555-1215</c:Number>
			<c:LabelCollection>
				<c:Label>Voice</c:Label>
				<c:Label>Personal</c:Label>
			</c:LabelCollection>
		</c:PhoneNumber>
	</c:PhoneNumberCollection>
	<c:UrlCollection>
		<c:Url c:ElementID="10791e0a-02a1-4c7a-8b13-707cee38dafe">
			<c:Value>http://www.bubbagumpshrimp.com</c:Value>
			<c:LabelCollection>
				<c:Label>Business</c:Label>
			</c:LabelCollection>
		</c:Url>
		<c:Url c:ElementID="06ed7300-0d3e-4bf0-8dc5-f3e06248d896">
			<c:Value>http://www.forrestgump.com</c:Value>
			<c:LabelCollection>
				<c:Label>Personal</c:Label>
			</c:LabelCollection>
		</c:Url>
	</c:UrlCollection>
	<c:PositionCollection>
		<c:Position c:ElementID="f192d6ef-31bd-4e4e-910e-77aa47734698">
			<c:Department>Shrimp Department</c:Department>
			<c:JobTitle>Shrimp Man</c:JobTitle>
			<c:Company>Bubba Gump Shrimp Co.</c:Company>
			<c:LabelCollection>
				<c:Label>Business</c:Label>
			</c:LabelCollection>
		</c:Position>
	</c:PositionCollection>
	<c:PhotoCollection>
		<c:Photo c:ElementID="eb855b4d-e556-4dbb-ad00-527021e761a9">
			<c:LabelCollection>
				<c:Label>UserTile</c:Label>
			</c:LabelCollection>
		</c:Photo>
	</c:PhotoCollection>
</c:contact>

```

XML кодът може да бъде опростен в случай на копия на данните:
Например ако бизнес адреса и домашния адрес са еднакви, кодът може да се опрости като се добавят бизнес етикета и личния етикет към физическия адрес:
```
<c:PhysicalAddressCollection>
	<c:PhysicalAddress c:ElementID="d63a50ea-bf80-45b1-a293-73345b58adcd">
		<c:Country>United States of America</c:Country>
		<c:PostalCode>30314</c:PostalCode>
		<c:Region>LA</c:Region>
		<c:Locality>Baytown</c:Locality>
		<c:Street>100 Waters Edge</c:Street>
		<c:LabelCollection>
			<c:Label>Business</c:Label>
			<c:Label>Personal</c:Label>
		</c:LabelCollection>
	</c:PhysicalAddress>
</c:PhysicalAddressCollection>

```

|  | Тази страница частично или изцяло представлява превод на страницата Windows Contacts в Уикипедия на английски. Оригиналният текст, както и този превод, са защитени от Лиценза „Криейтив Комънс – Признание – Споделяне на споделеното“, а за съдържание, създадено преди юни 2009 година – от Лиценза за свободна документация на ГНУ. Прегледайте историята на редакциите на оригиналната страница, както и на преводната страница, за да видите списъка на съавторите. ВАЖНО: Този шаблон се отнася единствено до авторските права върху съдържанието на статията. Добавянето му не отменя изискването да се посочват конкретни източници на твърденията, които да бъдат благонадеждни. |